# Ashley Hugill
Ashley Hugill (York, 28 de septiembre de 1994) es un jugador de snooker inglés.

## Biografía
Nació en la ciudad inglesa de York en 1994. Es jugador profesional de snooker desde 2017, aunque se cayó del circuito profesional y tuvo que recuperar la plaza. No se ha proclamado campeón de ningún torneo de ranking, y su mayor logro hasta la fecha fue alcanzar los cuartos de final del Abierto de Inglaterra de 2022, donde cayó derrotado (0-5) ante Mark Allen. Tampoco ha logrado hilar ninguna tacada máxima, y la más alta de su carrera está en 140.